# Старый Кряжим
Старый Кряжим — село в Кузнецком районе Пензенской области. Входит в состав Махалинского сельсовета.

## География
Село расположено в восточной части области на расстоянии примерно в 28 километрах по прямой к западу-юго-западу от районного центра Кузнецка.
Часовой пояс
Село Старый Кряжим как и вся Пензенская область, находится в часовой зоне МСК (московское время). Смещение применяемого времени относительно UTC составляет +3:00.

## Население
| 1748  | 1795  | 1859  | 1877 | 1897  | 1911  | 1926  |
| ----- | ----- | ----- | ---- | ----- | ----- | ----- |
| 452   | ↗526  | ↗906  | ↘608 | ↗1053 | ↗1256 | ↗1574 |
| 1930  | 1939  | 1959  | 1979 | 1989  | 1996  | 2002  |
| ↗1680 | ↘1646 | ↘1099 | ↘925 | ↘805  | ↘786  | ↗787  |
| 2010  |       |       |      |       |       |       |
| ↗794  |       |       |      |       |       |       |

Национальный состав
Согласно результатам переписи 2002 года, в национальной структуре населения русские составляли 93 % из 787 чел..